# Логунова, Анастасия Юрьевна
Анастасия Юрьевна Логунова (род. 20 июля 1990, Москва) — российская баскетболистка, выступающая за клуб «Ника». Заслуженный мастер спорта России (2021).

## Карьера
Анастасия родилась 20 июля 1990 года в Москве. 
Баскетбольную карьеру начала с третьего класса, предпочтя занятия спортом балету.
До 2008 года выступала в составе «Москвы». В её составе стала финалисткой Кубок Европы 2008 года.
После расформирования «Москвы» перешла в московское «Динамо».
В 2010 году Анастасия в составе сборной России в возрасте не старше 20 лет выиграла чемпионат Европы. При этом она была признана самым ценным игроком турнира и вошла в символическую сборную Европы.
В сезоне 2011/12 года стала бронзовым призёром чемпионата России в составе «Надежды».
В 2012 году перешла в «Вологду-Чевакату».
А в 2013 году она стала серебряным призёром Универсиады в Казани.
В мае 2015 года появилось сообщение о её переходе в бельгийский клуб «Касторс Брен».
В феврале 2016 года подписала контракт с «Динамо» (Курск).
В августе 2021 года стала призёром Олимпиады в Токио в баскетболе 3х3. В матче за золото, вместе с подругами по сборной команде, уступила сборной США и завоевала серебряные медали.
В августе 2022 года стала чемпионкой Всероссийской Спартакиады в баскетболе 3×3 в составе сборной Москвы.

## Достижения
- Серебряный призёр Олимпийских Игр в Токио-2020 в дисциплине «баскетбол 3х3»
- Чемпион Евролиги: 2017
- Чемпион Европы по баскетболу 3×3: 2014
- Серебряный призёр чемпионата России: 2017
- Бронзовый призёр чемпионата России: 2016

## Награды
- Медаль ордена «За заслуги перед Отечеством» I степени (11 августа 2021 года) — за большой вклад в развитие отечественного спорта, высокие спортивные достижения, волю к победе, стойкость и целеустремленность, проявленные на Играх XXXII Олимпиады 2020 года в городе Токио (Япония)[6].

## Личная жизнь и увлечения.
Анастасия замужем за Владимиром Черемисиным, который сделал ей предложение в аэропорту когда она прилетела в Россию из Токио, после Олимпиады, "Третий член семьи"- кошка. Увлечения - книги, просмотр сериалов.